# Сен-Морис-дю-Дезер
Сен-Мори́с-дю-Дезе́р, Сен-Моріс-дю-Дезер (фр. Saint-Maurice-du-Désert) — колишній муніципалітет у Франції, у регіоні Нормандія, департамент Орн. Населення — 720 осіб (2011).
Муніципалітет був розташований на відстані близько 210 км на захід від Парижа, 65 км на південь від Кана, 45 км на північний захід від Алансона.

## Історія
До 2015 року муніципалітет перебував у складі регіону Нижня Нормандія. Від 1 січня 2016 року належав до нового об'єднаного регіону Нормандія.
1 січня 2016 року Сен-Морис-дю-Дезер і Ла-Соважер було об'єднано в новий муніципалітет Ле-Мон-д'Анден.

## Демографія
Динаміка населення (INSEE ):
Розподіл населення за віком та статтю (2006):
| Стать | Всього | До 15 років | 15-24 | 25-44 | 45-64 | 65-85 | Понад 85 |
| --- | ------ | ----------- | ----- | ----- | ----- | ----- | -------- |
| Чоловіки | 352    | 64          | 36    | 88    | 116   | 40    | 8        |
| Жінки | 344    | 60          | 28    | 96    | 128   | 28    | 4        |
| \| Статево-вікова піраміда \| Статево-вікова піраміда \| Статево-вікова піраміда \| \| ----------------------- \| ----------------------- \| ----------------------- \| \| Чоловіки \| Вік \| Жінки \| \| 8 \| 85 + \| 4 \| \| 8 \| 80-84 \| 0 \| \| 0 \| 75-79 \| 12 \| \| 0 \| 70-74 \| 8 \| \| 32 \| 65-69 \| 8 \| \| 20 \| 60-64 \| 24 \| \| 28 \| 55-59 \| 32 \| \| 24 \| 50-54 \| 32 \| \| 44 \| 45-49 \| 40 \| \| 48 \| 40-44 \| 40 \| \| 24 \| 35-39 \| 36 \| \| 16 \| 30-34 \| 12 \| \| 0 \| 25-29 \| 8 \| \| 16 \| 20-24 \| 4 \| \| 20 \| 15-20 \| 24 \| \| 32 \| 10-14 \| 24 \| \| 24 \| 5-9 \| 24 \| \| 8 \| 0-4 \| 12 \| |        |             |       |       |       |       |          |
| Статево-вікова піраміда |        |             |       |       |       |       |          |
| Чоловіки | Вік    | Жінки       |       |       |       |       |          |
| 8 | 85 +   | 4           |       |       |       |       |          |
| 8 | 80-84  | 0           |       |       |       |       |          |
| 0 | 75-79  | 12          |       |       |       |       |          |
| 0 | 70-74  | 8           |       |       |       |       |          |
| 32 | 65-69  | 8           |       |       |       |       |          |
| 20 | 60-64  | 24          |       |       |       |       |          |
| 28 | 55-59  | 32          |       |       |       |       |          |
| 24 | 50-54  | 32          |       |       |       |       |          |
| 44 | 45-49  | 40          |       |       |       |       |          |
| 48 | 40-44  | 40          |       |       |       |       |          |
| 24 | 35-39  | 36          |       |       |       |       |          |
| 16 | 30-34  | 12          |       |       |       |       |          |
| 0 | 25-29  | 8           |       |       |       |       |          |
| 16 | 20-24  | 4           |       |       |       |       |          |
| 20 | 15-20  | 24          |       |       |       |       |          |
| 32 | 10-14  | 24          |       |       |       |       |          |
| 24 | 5-9    | 24          |       |       |       |       |          |
| 8 | 0-4    | 12          |       |       |       |       |          |

## Економіка
2010 року серед 465 осіб працездатного віку (15—64 років) 365 були активними, 100 — неактивними (показник активності 78,5%, у 1999 році було 74,6%). З 365 активних мешканців працювало 355 осіб (190 чоловіків та 165 жінок), безробітними було 10 (5 чоловіків та 5 жінок). Серед 100 неактивних 33 особи були учнями чи студентами, 48 — пенсіонерами, 19 були неактивними з інших причин.

У 2010 році в муніципалітеті числилось 302 оподатковані домогосподарства, у яких проживали 791,5 особи, медіана доходів виносила 18 607 євро на одного особоспоживача